# Hellbound (Warlock)
Hellbound è il secondo disco dei Warlock, uscito nel 1985 per l'etichetta discografica Vertigo Records.

## Tracce
1. Hellbound (Eurich, Graf, Pesch, Rittel, Staroste, Szigeti) 3:41
2. All Night (Eurich, Graf, Pesch, Rittel, Staroste, Szigeti) 4:05
3. Earth Shaker Rock (Eurich, Graf, Pesch, Rittel, Szigeti) 3:28
4. Wrathchild (Eurich, Graf, Pesch, Rittel, Staroste, Szigeti) 3:33
5. Down and Out (Eurich, Graf, Pesch, Rittel, Staroste, Szigeti) 4:08
6. Out of Control (Eurich, Graf, Pesch, Rittel, Staroste, Szigeti) 4:49
7. Time to Die (Eurich, Graf, Pesch, Rittel, Staroste, Szigeti) 4:31
8. Shout It Out (Eurich, Graf, Pesch, Rittel, Staroste, Szigeti) 4:22
9. Catch My Heart (Eurich, Graf, Pesch, Rittel, Staroste, Szigeti) 4:55

## Formazione
- Doro Pesch - voce
- Rudy Graf - chitarra
- Peter Szigeti - chitarra
- Frank Rittel - basso
- Micha Eurich - batteria